# Milan Bencz
Milan Bencz (Zlaté Moravce, 5 settembre 1987) è un pallavolista slovacco.
Gioca nel ruolo di schiacciatore e opposto nel Pag Taviano.

## Carriera
La carriera di Milan Bencz inizia nel VSK Púchov, società militante nel massimo campionato slovacco, dove rimane dalla stagione 2005-06 alla stagione 2007-08. Nel 2007 riceve le prime convocazioni con la nazionale slovacca, con la quale ottiene una medaglia di bronzo nell'European League 2007 e la medaglia d'oro nell'edizione successiva.
Dalla stagione 2008-09 viene ingaggiato dagli austriaci dell'Aich/Dob, con cui perde due finali di campionato consecutive, mentre con la nazionale vince il suo secondo oro all'European League 2011. Esordisce poi nella Serie A1 italiana, con la maglia della neopromossa M. Roma Volley, raggiungendo al secondo anno i play-off scudetto.
Nell'annata 2012-13 si trasferisce in Francia, all'Arago de Sète Volley-Ball, dove ottiene un terzo posto in campionato, per poi tornare in Italia, questa volta in Serie A2, con la maglia della Pallavolo Atripalda; a seguito dell'esclusione dal campionato della società irpina si trasferisce al Powervolley Milano, club dove resta anche nell'annata 2014-15, quando partecipa alla Serie A1.
Dopo essere stato annunciato all'Emma Villas Volley di Siena, nella Serie A2 italiana, si accasa invece per la stagione 2015-16 al Volejbal Nitra, nell'Extraliga slovacca.
Per il campionato 2016-17 è al Narbonne Volley, nella Ligue A Francese, mentre in quello successivo è alla Pallavolo Impavida Ortona,
nuovamente nella Serie A2 italiana, dove torna anche nel corso della stagione 2018-19, iniziata in patria sempre con la maglia del VKP Nitra, quando a fine novembre 2018 accetta la proposta del Pag Taviano.

## Palmarès

### Nazionale (competizioni minori)
- European League 2007
- European League 2008
- European League 2011